# Morane-Saulnier MS.225
Le Morane-Saulnier MS.225 fut produit en quantités limitées, en vue de servir de machine de transition dans l'attente des premiers chasseurs monoplans à aile basse, cet appareil fut avec le Nieuport-Delage 629, le premier chasseur français en service doté d'un propulseur compressé.

## Conception
Mis au point en vue de permettre à l'armée de l'air d'attendre l'entrée en service d'appareils alors en cours de développement, le Morane-Saulnier MS.225 fut exposé sous la forme d'une maquette au Salon de l'aéronautique à Paris en 1932. Les essais en vol du prototype s'étant révélés réussis, la production de série démarra aussitôt. Classé dans la catégorie C.1 (chasseur monoplace), il fit l'objet d'une production de 75 exemplaires. Le dernier des 53 appareils destinés à l'armée de l'air quitta les chaînes d'assemblage, et fut livré, en novembre 1933. Quant à l’Aéronavale, elle prit en compte le premier des 16 avions qu'elle avait commandé en février 1934. 3 de ces machines furent également réceptionnées par l'aviation chinoise. À la veille de la Seconde Guerre mondiale, une vingtaine de MS.225 étaient encore en état de vol, la plupart d'entre eux étant mis au rebut cours de l'été de 1940.

## Caractéristiques de l'appareil
Cet appareil se présentait comme un monoplan à aile parasol doté d'un train d'atterrissage fixe à large voie, aux jambes indépendantes et dont la propulsion était assurée par un moteur Gnome-Rhône 9Krsd en étoile. Disposant d'un fuselage arrondi, le MS.225 était beaucoup plus robuste que son prédécesseur immédiat, le MS.224.01 (en)

## Engagements
Les MS.225 de l'armée de l'air servirent dans ces unités: la 7e escadre de chasse de Dijon et dans 2 escadrilles de la 42e escadre, basée à Reims. Ils devaient être retirés des premières lignes entre 1936 et 1937. L'appareil vola également au sein de l'escadrille 3C1 de l'Aéronavale, implantée à Marignane, cette formation passant à l'Armée de l'air, où elle devint le groupe de chasse II/8, au début de 1936. La patrouille acrobatique d'Étampes employa 5 MS.225, la dernière unité de l'Armée de l'air à utiliser cet appareil étant la patrouille de l'École de l'air, basée à Salon-de-Provence. Modifiées en vue de pouvoir se prêter à des évolutions acrobatiques, ces machines se différenciaient des exemplaires de série standard par leur empennage vertical agrandi.

## Versions
- MS.226 : version embarquée réalisée en 1933 avec une crosse d'appontage
- MS.226 bis :sous-version du MS.226 utilisée comme banc d'essai du moteur Hispano-Suiza 12XCrs de 690 ch (515 kW) qui actionnait une hélice quadripale
- MS.227 : ayant effectué son vol initial en 1934, cette version disposait d'une voilure et d'un empennage modifiés, et était propulsée par 1 moteur "Gnome-Rhône 9Krse" de 690 ch (515 kW): vitesse maximale de 350 km/h à 4 000 m (resté à l'état de prototype.)
- MS.278 conversion du MS.225 équipée de 1 moteur Diesel "Clerget 14Fos" de 520 ch (388 kW)